# Tibú (ort)
Tibú är en ort i Colombia.   Den ligger i departementet Norte de Santander, i den norra delen av landet, 500 km norr om huvudstaden Bogotá. Tibú ligger 68 meter över havet och antalet invånare är 13 565.
Terrängen runt Tibú är huvudsakligen platt, men åt sydväst är den kuperad. Runt Tibú är det glesbefolkat, med 15 invånare per kvadratkilometer. Det finns inga andra samhällen i närheten. I omgivningarna runt Tibú växer i huvudsak städsegrön lövskog.